# Dalmannia signata
Dalmannia signata är en tvåvingeart som beskrevs av Chen 1939. Dalmannia signata ingår i släktet Dalmannia och familjen stekelflugor. Inga underarter finns listade i Catalogue of Life.